# Sao-ping ko
A Sao-ping ko (Shaobing ge) a Ming-dinasztia idejéből, a 14. századból származó kínai jóskönyv, amelynek szerzője Liu Csi (Liu Ji) (劉基) (1311–1375). Művét állítólag a dinasztia alapítójának Hung-vu (Hongwu) (洪武) császárnak (1328–1398) mutatta be és ajánlotta fel.

## Tartalma
A mű egy, a Ming-dinasztia első császára és a hadvezére Liu Csi (Liu Ji) között lezajlott beszélgetést rögzít, amelyben a kínai Nostradamusként is emlegetett kimagasló tehetségű hadvezér, államférfi és író olykor versekkel tűzdelve ad felvilágosítást a kínai birodalom közeli és távoli jövőjéről. A verses prófétikus mű kínai címe: Sao-ping ko (Shaobing ge), vagyis „Lepény-ének”, amely arra vezethető vissza, hogy a mű bevezetője szerint az uralkodó éppen lepényt falatozott, amikor Liu Csi (Liu Ji) audienciára érkezett hozzá, és beszélgetésbe elegyedtek.
A homályos értelmű szöveg tág teret enged az értelmezésnek. Tanulmányozása igen népszerű az okkultizmus iránt érdeklődőknek. Széles körben elterjed, népszerű vélekedés szerint a 14. századi mű a következő kínai történelmi eseményeket jelzi előre:
- Az 1449-es mongol invázió
- Cseng Ho (Zheng He) tengeri expedíciója
- A mandzsu Csing (Qing)-dinasztia megalapítása
- Az első ópiumháború
- Az első kínai–japán háború
- A császárság bukása és az 1911-es népi forradalom

Az állítólag az 1911-es forradalomra vonatkozó próféciák a leghomályosabbak. Ez vezetett néhány kutatót arra a következtetésre, hogy mű valójában egy legújabb kori hamisítvány, amely abból a célból íródhatott, hogy megnyugtassák a japán invázió miatt nyugtalan népet, és a kommunizmus felemelkedésének próféciájával reményt nyújtsanak neki.